# Сара (име)
Сара (хебрејски: שָׂרָה, Sara, Śārāh; арапски: سارة, Saara - племкиња) је женско библијско име, хебрејског порекла, са значењем богиња, кнегиња, жена високог ранга. Реч сара на хебрејском језику означава жену високог ранга а преводи се и као принцеза или богиња или њена висока светост.
Сара, библијска личност, је била Аврамова жена и спомиње се у Библији и у Курану. Сарин живот је испричан у књизи Постања. Она је Аврама пратила од Ура до Ханана, родивши му сина Исака у 90.-тој години. Оригинално, Сара се звала Сарај (שָׂרַי / שָׂרָי, стандардни хебрејски: Saray, тиберијски хебрејски: Шарај, Śāray / Śārāy). Сматра се прамајком Јевреја. Њен лик је доста чест мотив у уметности. На неким местима у Библији се може наћи да је она била уједно и Аврамова сестра (Пост 12; 20). По обичајима Горње Месопотамије у хуритској аристократији муж је могао фиктивно адаптирати своју жену као своју „сестру“ и она би тада имала већи углед и посебне повластице. Мада, изгледа да библијски аутор не познаје тај обичај, као ни Египћани из наведеног извештаја, када сматрају да му је заиста била сестра. Мећутим, ово не треба узимати здраво за готово, јер је тумачење несигурно. Сара је умрла са 127 година у Кирјат Арби, односно Хеброну. Њен муж Аврам јој је купио гробницу на пољани Макпели. Специфично је то, што је то његов први посед у кананској земљи.

## Имендани
- 19. јануар.
- 13. јул.
- 9. октобар.

## Варијације
- Шари
-, имендани: 19. јануар., 9. октобар,
-, имендан: 19. јануар,
-.

## Познате личности
-, мађарска глумица и оперска певачица